# Biró György (lemezlovas)
Biró György (Budapest, 1953. február 3. –) magyar lemezlovas, magángyűjtő.

## Életútja
Disc jockey-karrierjét igen fiatalon, az 1960-as évek végén, a diszkó hőskorának nagyjaival (Cintula, Éliás, B.Tóth) egy időben kezdte. Kultúrházakban és vendéglátóhelyeken, Budapesten és környékén tanulta ki az akkor még ismeretlen szakmát. Ezzel párhuzamosan együttesek műsorait konferálta és a szünetekben „gépzenét”, azaz diszkót „csinált”. Az első országos Disc-jockey-vetélkedőn 1972-ben a harmadik helyezést érte el.
1978-ban a MOM Kulturális Központban az ország első Quadrofon diszkóját indította el, s azt két évig működtette. Ezt követően, 1979-1981 között az ország egyik legjobb vendéglátós diszkójának, a Tó Disco-nak volt a rezidense a Római-parton, majd az Új Vár Klub Video Disco-jának házigazdája lett 1984-ig.
1985-től felhagyott az éjszakai élettel, idejét technikai gyűjteményének és családjának szentelte. 2006-ban ugyan egy évre visszatért a vasszécsényi Ó-Ebergényi kastélyszálló lemezlovasaként, de ezt követően csak alkalmi megbízásokat vállalt el, zenei kiadványokat szerkesztett, valamint tér- és teremhangosítással foglalkozott. Munkája során mindenféle hanghordozón dolgozott: kezdve a magnószalaggal, kazettával, hanglemezzel, videóval, majd CD-vel és napjainkban MP3-mal és computerrel.

## Magángyűjtőként
1995-ben létrehozta a Magyar Technikai Múzeum Alapítványt, melynek segítségével technikai gyűjteményének kiállítóhelyet és támogatókat keresett. Céljaival egybevágott, hogy az Oroszlányi Önkormányzat a rég óta üresen álló egykori Ady mozi épületének kulturális hasznosítására keresett olyan partnert, aki vállalta az épület rendbetételét és fenntartását. A felek egymásra találásával megszületett az alapítvány technikai kiállítása, amely Oroszlányban 2000-ig működhetett. A kiállítás egy, az épületet körülvevő zöldterület használatával kapcsolatos jogi vita miatt költözni kényszerült, s így került Budapestre, a gyűjtő családi házának pincéjébe. A kis helyre szorult tárlatot az érdeklődők egészen 2009-ig előzetes bejelentkezés alapján jelképes összegért, iskolás csoportok ingyenesen látogathatták.
Ezt követően – egy nagyobb kiállítóhely létrehozásának reményében – újabb költözésre került sor, azonban a megnyitó anyagi források hiányában elmaradt.
A helyzet rendeződése egészen 2021-ig váratott magára, amikor is a gyűjtő megkeresésére a Dunakeszi Önkormányzat felajánlotta az épp új helyre költöző okmányiroda egykori épületét kulturális használatra. Ennek köszönhetően 2022 tavaszán az önkormányzat támogatásával megnyithatta kapuit a Dunakeszi Technikai Kiállítás.
Biró György több mint 10 000 darabot számláló gyűjteménye az 1850-es évektől napjainkig sorakoztat fel különleges vagy mára már annak számító, főként magyar gyártmányú eszközöket. A kollekció törzsét híradással kapcsolatos tárgyak képezik, de a régi rádiók, telefonok, gramofonok, fonográfok, fényképezőgépek, televíziók, szalagos magnók mellett fellelhetők régi számítógépek, háztartási berendezések, motorkerékpárok, szerszámok, játékok stb. Egyedülálló gyűjtemény áll rendelkezésre második világháború előtti hanglemezekből, továbbá technikával foglalkozó korabeli könyvek és egyéb iratok is fellelhetőek a kiállítás raktárában.
Érdemes megemlíteni, hogy a dunakeszi kiállítóhely falait Szabó Lajos Munkácsy-díjas festőművész gyári munkát és munkásokat ábrázoló festményei gazdagítják, mintegy betekintést nyújtva a munkásmozgalmi művészetbe és az egykori gyárak életébe. Figyelemre méltó, hogy a festő alkotósaiból a legtöbbet, szám szerint 34-et a Magyar Technikai Múzeum Alapítvány őriz, melyeken felül Budapesten a Magyar Nemzeti Galéria öt, a Magyar Nemzeti Múzeum a három legnagyobb és a Magyar Mezőgazdasági Múzeum további tizenöt festménnyel rendelkezik.

## Kiadványai
- Biró György: Hangdokumentumok a XX. századból 1-8.
- Biró György: Készülék-katalógus
- Magyar Technikai Múzeum Alapítvány: Szabó Lajos (1998)